# Monte Minisfreddo
Il Monte Minisfreddo (in lombardo Minisfregg) è una montagna delle Prealpi Luganesi, facente parte delle Prealpi varesine. È interamente compreso nel territorio della Provincia di Varese, nei comuni di Valganna, Induno Olona e Arcisate, in Lombardia, ed è alta m.1042.

## Toponimo
Sulla insolita natura del nome di questa montagna si è anche suggerito la probabile derivazione antico-ligure Manis-frei, traducibile in "Monte delle forre", caratteristica carsica effettivamente tipica del Minisfreddo, sia sul lato Valganna che Valceresio.

## Escursionismo
A livello escursionistico, pur offrendo percorsi agevoli (alcuni parzialmente attrezzati) e alla portata di tutti ha indiscutibili e ancora parzialmente inespressi pregi verso chi voglia cimentarsi nella scoperta e riscoperta delle sue pieghe più nascoste ed impervie.